# مترن
مترن (به هلندی: Meteren) یک منطقهٔ مسکونی در هلند است که در خلدرمالسن واقع شده‌است. مترن ۳٬۴۲۵ نفر جمعیت دارد.